# Cerrillos (Chile)
Cerrillos ist eine Gemeinde der Región Metropolitana de Santiago mit 80.832 Einwohnern (2017). Sie ist eine der Gemeinden der Provinz Santiago und Teil von Groß-Santiago.

## Geschichte
Die Gemeinde Cerrillos wurde 1991 aus Teilen von Maipú geschaffen.

## Demografie
Laut der Volkszählung 2017 lebten in der Gemeinde Cerrillos 80.832 Personen. Davon waren 39.631 Männer und 41.201 Frauen, womit es einen leichten Frauenüberschuss gab.